# Становништво света по вероисповести
Од 6.450.000.000 становника света 2005. године, према америчком бироу за попис становништва, око 5.208.000.000 (око 81 %) припадао једној од 5 највећих религија (укључујући јудаизам).
Најраширенија религија је хришћанство (поред протестаната и католика укључујући православце, англиканце, копте, мормоне и друге), док је ислам друга по величини религија.
| Хришћанство                    | 2,382 милијарде | 31.11 % |
| Ислам                          | 1,907 милијарди | 24.9 %  |
| атеисти                        | 1,193 милијарде | 15.58 % |
| Хиндуизам                      | 1,161 милијарди | 15.16 % |
| Будизам                        | 506 милиона     | 5.06 %  |
| Кинеске филозофије             | 394 милиона     | 5 %     |
| Родна вера                     | 300 милиона     | 3 %     |
| Афричке традиционалне религије | 100 милиона     | 1.2 %   |
| Сикхизам                       | 26 милиона      | 0.3 %   |
| Јудаизам                       | 14,7 милиона    | 0.18 %  |
| Остали                         | 15 милиона      | 0.2 %   |

## Подела по континентима
| Континент                 | Укупан број становника | хришћани               | муслимани            | Хиндуси              | будисти            | Јевреји            |
| ------------------------- | ---------------------- | ---------------------- | -------------------- | -------------------- | ------------------ | ------------------ |
| Африка                    | 885,100,000            | 375,800,000            | 401,975,000          | 2,013,000            | 85.000             | 117.000            |
| Азија                     | 3,903,420,000          | 330,400,000            | 1,023,560,000        | 936,975,000          | 699,320,000        | 5,107,000          |
| Америка (северна и јужна) | 883,197,000            | 754.000.000            | 6,230,000            | 2,481,000            | 3,610,000          | 6,956,000          |
| Европа                    | 728,571,000            | 605.000.000            | 44,090,000           | 2,023,000            | 1,796,000          | 2,319,000          |
| Аустралија                | 30,564,000             | 23.000.000             | 373.000              | 411.000              | 436.000            | 96.000             |
| Свет                      | 6,430,852,000 (100 %)  | 2.088.200.000 (32.5 %) | 1,476,228,000 (23 %) | 943.903.000 (14.7 %) | 705,247,000 (11 %) | 14.595.000 (0.2 %) |

Хришћани су чинили већинско становништво у Европи, Северној и Јужној Америци и Аустралији. У Азији су већину верског становништва чинили муслимани, будисти и хиндуси, док су у Африци већину чинили муслимани, а у мањој мери хришћани и локалне вероисповести.